# شورش در خیبر پختونخوا
شورش در خیبر پختونخوا که به عنوان جنگ در شمال غربی پاکستان یا جنگ پاکستان علیه تروریسم نیز شناخته می‌شود، یک درگیری مسلحانه مداوم است که پاکستان و گروه‌های شبه نظامی اسلام‌گرا مانند طالبان پاکستان، جندالله پاکستان، لشکر اسلام، تحریک نفاذ شریعت محمدی، القاعده و متحدان آن‌ها در مرکز آسیا مانند داعش خراسان، جنبش اسلامی ازبکستان، حزب اسلامی ترکستان، امارت قفقاز و دیگر عناصر جنایات سازمان یافته را درگیر می‌کند. این درگیری که قبلاً یک جنگ بود، اکنون از سال ۲۰۱۷ به یک شورش سطح پایین تبدیل شده است.

## برای مطالعهٔ بیشتر
- Tellis, Ashley J. (2008). "Pakistan and the War on Terror: Conflicted Goals, Compromised Performance" (PDF). Carnegie Endowment for International Peace.
- Jane Perlez, Pir Zubair Shah (2 October 2008). "Confronting Taliban, Pakistan finds itself at War". The New York Times.
- Farooq, Umar (11 February 2013). "Civilians bear brunt of Pakistan's war in the northwest". Foreign Policy.